# 伽摩
伽摩（Kama）或伽摩天（Kamadeva）是印度神话中爱神。意译「欲」。相当于希腊、罗马神话中的丘比特。伽摩面貌俊秀，有著綠色皮膚，天女围绕，以鹦鹉为座骑，手持弓和箭，他的弓是由甘蔗所造，弦是由蜜蜂腸所做，而他的箭頭用五種芬芳的鮮花裝飾著，這五朵花分別來自阿育王樹上的白色和藍色荷花、茉莉樹的花和芒果樹的花，以执心为羽，以希望为镞。
在显教中，未有相当之神名，密教中则有爱染明王与之相当，盖二者皆以弓箭为持物，二者在思想上似有关连，然未详其所据。《梨俱吠陀》谓其于原始唯一物中，以心芽而始生。《阿达婆吠陀》则谓其生于最初。诸天、仙及人间无可与之比拟者。
依《往世书》所述，湿婆修苦行时，雪山神女命伽摩以爱情迷惑湿婆，湿婆大怒，乃以额上眼火化伽摩为灰烬。及解怒后，复令伽摩为黑天与摩耶之子而再生，名曰普拉云那。另外一個傳說是他曾經被湿婆以神火焚燒，從此失去形體。
此外，《正法念处经》卷十七记有伽摩饿鬼，并注云（大正17.97c）：“伽摩两卢波，魏言欲色。”此饿鬼或为美丈夫，或为美妇，若有起欲者，则与之交会。

## 在英語文學中
莉提西婭·伊莉莎白·蘭登的描述詩作《曼馬丁，印度丘比特，順著恆河漂流》發表於1822年的《文學公報》（韻文片段Ⅶ）。